# P. 11766 + P. 14046
P. 11766 und P. 14046 (Nr. 835 nach Rahlfs) ist die Bezeichnung für drei Fragmente einer Pergamenthandschrift aus dem 4. Jahrhundert. Sie enthält Teile aus dem 2. Buch Mose 5–7 in griechischer Sprache (Septuaginta). Die Nomina sacra sind abgekürzt.
Die Fragmente befinden sich in der Papyrussammlung des Ägyptischen Museums in Berlin, Inv. P. 11766 und P. 14046. Ein Fragment ist in der Dauerausstellung im Neuen Museum in Saal 2.11 zu besichtigen.